# Skala Ugolëk
Skala Ugolëk (englische Transkription von russisch Скала Уголёк Skala Ugoljok, deutsch ‚Ugoljok-Felsen‘) ist ein Felsvorsprung im ostantarktischen Königin-Maud-Land. Er ragt im Gebiet des Westlichen Hochfelds im südlichen Teil des Alexander-von-Humboldt-Gebirges im Wohlthatmassiv auf.
Russische Wissenschaftler benannten ihn. Namensgeber ist Ugoljok, einer von zwei Hunden der sowjetischen Raummission Kosmos 110 im Jahr 1966.